# Cezary Moleda
Cezary Moleda (ur. 30 czerwca 1960 w Ciechanowie) – polski trener piłkarski.

## Życiorys
Jako piłkarz był zawodnikiem Mazovii Ciechanów i AZS Biała Podlaska, ale zmuszony był zakończyć karierę w związku z odniesioną kontuzją.
Jako trener w sezonach 2001/2002 i 2002/2003 był trenerem Mazura Karczew, a następnie w sezonie 2003/2004 MKS-u Ciechanów. Był także asystentem trenera Polonii Warszawa – Mieczysława Broniszewskiego i jego następcy Marka Motyki, w rundach wiosennych, a od lipca 2005 r., trenerem rezerw. Od listopada tego samego okresu przez krótki moment był trenerem pierwszego zespołu Polonii.
W latach 2006–2007 był szkoleniowcem Startu Otwock, a w latach 2008-2009 drużyny Narwi Ostrołęka. Pracował również w Żbiku Nasielsk i GKP Targówek (wrzesień – listopad 2013) oraz Nadnarwiance Pułtusk (2015 – maj 2016).